# Château de Shigiyama
Le château de Shigiyama (鴫山城, Shigiyama-jō) était un château situé dans l'actuelle ville de Minamiaizu dans la préfecture de Fukushima. Il est aussi appelé château de Tajima, du nom du village absorbé au sein de Minamiaizu en 2006. Les ruines du château sont situées au sud de Tajima, sur le mont Atago. En raison de la bonne conservation de ces ruines, il a été désigné comme site historique de la préfecture de Fukushima  .

## Histoire
Si la date de construction du château de Shigiyama est inconnue, les "Chroniques du temple Tōdera Hachimangū" (journaux rédigés annuellement entre 1350 et 1575) rapportent que le clan Shirakawa (ja) aurait capturé un «château à Minamiyama» en 1459. On sait donc qu'il existait déjà à cette époque. La zone autour du château de Shigiyama (dénommée Minamiyama) était gouvernée par le clan Naganuma (ja), et on suppose que ce même clan en est l'architecte. Au début du 16e siècle, sous l'égide de Masayoshi Naganuma et avec l'aide d'Ashina Moritaka (les Naganuma leur sont alors quasiment inféodés), le pouvoir des Naganuma atteint son paroxysme en s'étendant à la province de Shimotsuke. avant de perdre tout ce territoire nouvellement acquis en 1509 après la défaite de l'alliance Ashina-Naganuma contre le clan Utsunomiya (ja) à la bataille de Katakaku-Ikusagaya. En 1521, les Naganuma se retournent contre les Ashina qu'ils affrontent au château d'Aizuwakamatsu. Ils s'inclinent et le château passe aux mains des Ashina. Le conflit s'éternise pendant quelque temps, les Naganuma devenant définitivement des vassaux des Ashina à partir de la seconde moitié du XVIème siècle. Après la bataille de Suriagehara qui voit l'annihilation des Ashina par Date Masamune en 1589, le nouveau chef de clan Naganuma Morihide se soumet aux Date et fait partie des troupes qui attaquent le château voisin de Hisakawa. En 1590, Date Masamune est forcé de se soumettre à Toyotomi Hideyoshi, qui nomme Ogura Yukiharu (ja) (vassal de Gamō Ujisato) comme nouveau régent du château, lui accordant 6 300 koku. Le château passe dans les mains de Ōkuni Saneyori (ja) (petit-frère de Naoe Kanetsugu) lors de la domination des Uesugi dans la région, puis revient à Ogura après la bataille de Sekigahara et la nomination de Gamō Hideyuki comme gouverneur d'Aizu. Mais après des conflits internes, Ogura s'enfuit et des haut placés des Gamō se suicident. Le château est définitivement abandonné en 1627 après la nomination de Katō Yoshiaki comme gouverneur d'Aizu.

## Architecture
Le château de Shigiyama était un château de montagne typique construit sur la face nord du mont Atago à une altitude de 750 mètres. Il s'étalait sur 700m de longueur, avec 350m de pente raide menant au sommet. Les douves et portes étaient construites en utilisant la topologie naturelle de la montagne (crêtes, vallons...). À la place de l'actuel sanctuaire du mont Atago, à l'époque des Naganuma se trouvait le donjon et le cœur du château, entouré au nord-est par un mur d'enceinte (kuruwa). Au sud de celui-ci avaient été construites la plupart des fortifications par les Naganuma, les bâtiments servant à la cérémonie du thé (hauts-lieux de réception entre seigneurs) devaient être placés dans ces environs-là. Au pied de la montagne, près du sanctuaire Atago, on peut encore voir les vestiges des résidences de samouraïs, de la grande porte (門 (Mon) (dont les murs ont été restaurés), des jardins et les fossés servant de douves. L'enceinte principale se trouvait à ce niveau là lors de la domination Gamō. Les fouilles entamées en 1979 ont permis de découvrir les restes des shoin et des jardins de l'époque Gamō et Uesugi.

### Porte principale en pierre
La grande porte principale, dont on a récupéré bon nombre de pierres d'époque. se situait entre les jardins et le deuxième mur d'enceinte. Mais après l'abandon du château, certaines parties se sont effondrées à la suite d'inondations et de fortes chutes de neige. Des travaux de restauration ont été entamés en 1986 par un certain Awata Makizō, tailleur de pierre de formation ayant déjà travaillé sur plusieurs chantiers de restauration, en utilisant les mêmes techniques qu'à l'époque pour la reconstruire à la même hauteur. Au vu de la structure de la porte, on suppose qu'elle date de la fin du XVIème siècle, lorsqu'Uesugi Kagekatsu rénovait plusieurs châteaux de son territoire en vue de la confrontation avec Tokugawa Ieyasu lors de la bataille de Sekigahara.

## Le château aujourd'hui
Le mont Asago est aujourd'hui principalement consacré au sanctuaire du même nom, les ruines du château se trouvant aux alentours sont accessibles par un sentier menant également au sanctuaire. Ce sentier servait certainement de route principale vers le château, où on peut voir différents panneaux traitant de l'histoire du lieu. La grande porte en pierre restaurée est encore visible et les restes des jardins ont été conservés pour faire office de parc.
Il faut compter environ une heure en partant de la gare d'Aizu-Tajima pour arriver au sommet.